# Канал (фильм, 1975)
«Канал» — художественный фильм режиссёра Владимира Бортко.

## Сюжет
Фильм снят по роману Ивана Григурко «Канал».
Картина рассказывает о непростой жизни молодых механизаторов, работающих на проведении оросительного канала в степи. У каждого из них свои проблемы. У одного — тюремное прошлое. У двоих — вражда  со времён учёбы в ПТУ. Кто-то не доволен зарплатой и считает остальных нахлебниками. Один из них влюбился в Аню — мать-одиночку с малолетним ребёнком. В ходе нелегкой работы они постепенно находят общий язык друг с другом, пересматривают свои взгляды на жизнь и окружающих.

## В ролях
- Владимир Олексеенко — Македон Иванович
- Иван Миколайчук — Зайченко
- Иван Гаврилюк — Франчук
- Анатолий Переверзев — Громада
- Сергей Гурзо — Епур
- Анатолий Матешко — Игорь Кордубайло
- Наталья Егорова — Аня
- Екатерина Брондукова — Дина
- Евгений Гвоздёв — Петров
- Борис Лукьянов — Градобоенко
- Николай Заднепровский — Семён
- Иван Матвеев — эпизод
- Николай Сектименко — эпизод

## Призы и награды
- 1976 г. — Главный приз «Хрустальный кубок», приз ЦК ЛКСМУ и диплом жюри на кинофестивале «Молодость».